# Chondrophora
Chondrophora là một chi thực vật có hoa trong họ Cúc (Asteraceae).

## Loài
Chi Chondrophora gồm các loài: